# Youssef Haraoui
Youssef Haraoui (ur. 12 maja 1965 w Algierze) – algierski piłkarz występujący na pozycji pomocnika.

## Kariera klubowa
Haraoui karierę rozpoczynał w 1984 roku w zespole Paris FC, grającym w piątej lidze francuskiej. W 1987 roku przeszedł do drugoligowego CO du Puy, gdzie spędził sezon 1987/1988. Następnie grał w trzecioligowych rezerwach Paris Saint-Germain, a także w drugoligowym SC Abbeville.
W 1991 roku Haraoui przeszedł do czechosłowackiego Slovana Bratysława. W sezonie 1991/1992 zdobył z nim mistrzostwo Czechosłowacji. Na początku 1993 roku odszedł do portugalskiego GD Chaves. Występował tam do końca sezonu 1992/1993, w którym to spadł z zespołem z pierwszej ligi portugalskiej.
W 1993 roku Haraoui odszedł do tureckiego Karabüksporu. W lidze tureckiej zadebiutował 14 listopada 1993 w wygranym 2:1 meczu z Altay SK. W Karabüksporze spędził sezon 1993/1994. Potem grał w innych pierwszoligowych zespołach, Bursasporze oraz Karşıyace. W 1996 roku zakończył karierę.

## Kariera reprezentacyjna
W 1992 roku Haraoui wystąpił jeden raz w reprezentacji Algierii. W tym samym roku był w kadrze na Puchar Narodów Afryki, zakończony przez Algierię na fazie grupowej.